# William Atkinson Jones

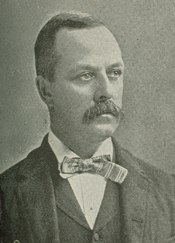
William Atkinson Jones

William Atkinson Jones (Warsaw, 21 maart 1849 - 17 april 1918) was een Amerikaans politicus. Hij was van 1891 tot 1918 lid van het Huis van Afgevaardigden.

## Biografie
Jones studeerde rechten aan de University of Virginia. Na zijn afstuderen in 1870 werkte hij als advocaat in zijn geboorteplaats Warsaw. Ook werd hij actief lid van de Democratische Partij. Zo participeerde hij als gedelegeerde op de Nationale Conventie van de Democraten in 1880 en later in 1896 en 1900, toen hij reeds was gekozen in het Huis van Afgevaardigden.
Jones werd in 1891 voor de eerste maal gekozen als lid van het Huis van Afgevaardigden en diende dertien opeenvolgende termijnen in het Huis tot 1918. Van 1911 tot 1918 was Jones voorzitter van het House Committee on Insular Affairs, die de zaken aangaande de overzeese gebieden, waaronder de Filipijnen en Puerto Rico, behartigde. Het meest bekend werd hij door de door hem ingediende Jones Law, waarin de Filipijnen onafhankelijkheid werd beloofd, en de Jones Shafroth Act, waarin de Organic Act van Puerto Rico werd aangepast en inwoners van Puerto Rico het Amerikaans staatsburgerschap verkregen.
Jones overleed in 1918 op 69-jarige leeftijd en ligt begraven op de begraafplaats van St. John's Episcopal Church in Warsaw. Zijn grafmonument werd betaald door de Filipijnen als blijk van dank voor zijn inzet voor de verlening van de onafhankelijkheid. Daarnaast werd een brug in de Filipijnse hoofdstad Manilla hernoemd van Puente de Espana naar Jones Bridge en werd in 1921 de nieuwe gemeente Jones in de provincie Isabela naar hem vernoemd.